# Альпетте
Альпетте (итал. Alpette, пьем. Alpëtte) — коммуна в Италии, располагается в области Пьемонт, в провинции Турин.
Население составляет 277 человек (2011 г.), плотность населения составляет 52 чел./км². Коммуна занимает площадь 6 км². Почтовый индекс — 10080. Телефонный код — 0124.
Покровителями коммуны почитаются святые апостолы Пётр и Павел, празднование 29 июня.

## Демография
Динамика населения:

## Администрация коммуны
- Официальный сайт: http://www.comune.alpette.to.it/